# Tarvaspää

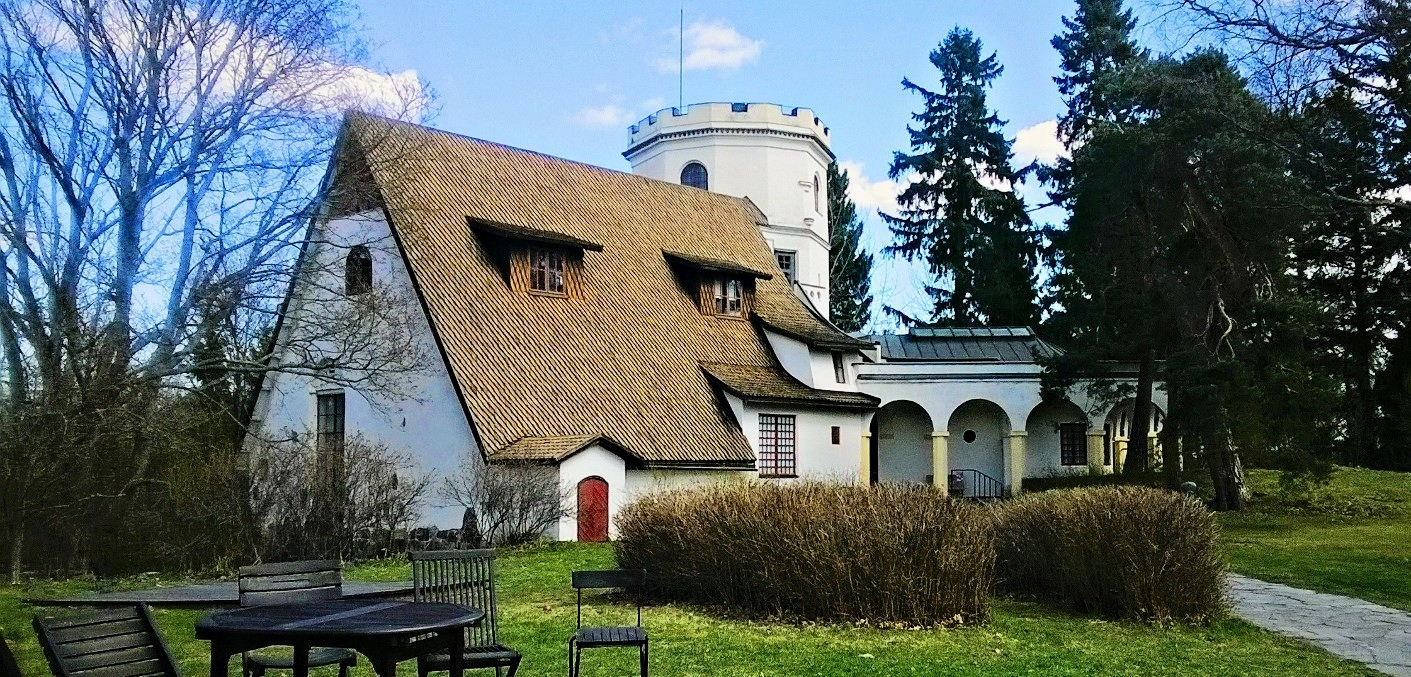
Tarvaspää

Tarvaspää, localizată în Espoo, Finlanda, și construită între 1911 și 1913, a fost casa și studioul pictorului și graficianului finlandez Akseli Gallen-Kallela.  Tarvaspää a fost transformată în muzeu în 1961.